# Alain Daussin
Alain Daussin, né le 12 novembre 1953 à Gembloux Belgique, est un photographe belge.

## Carrière
Alain Daussin commence des études de photographie en 1977 dans une école de Bruxelles. Il est découvert par le magazine français Photo qui publie certaines de ses photos dans la rubrique « jeunes talents ». Par la suite, il se spécialise dans la photographie de femmes. 
Depuis le milieu des années 1980, il collabore régulièrement avec des magazines tels que Photo, ou encore Zoom. Il travaille également pour Elle, Knacht, Donna, Per lui en Italie, Stern en Allemagne, ou encore pour Amateur Photographer.
En 1988, il fait une exposition à Londres à la galerie Portobello, dans le cadre d'un festival d'art contemporain. En 1990, il fait des expositions à Rome et à Milan dans le cadre d'une opération organisée par Lancôme. Au début des années 1990, une sélection de ses photos sont publiées dans des ouvrages réunissant plusieurs photographes,.
En 2000, il expose à la Galerie Bortier de Bruxelles, des photographies qui donnent par ailleurs lieu à la publication d'un ouvrage intitulé Corps et Eau. Du 9 au 25 septembre 2005, une nouvelle exposition à la galerie bruxelloise Espace Blanche retrace sa carrière photographique en noir et blanc et en couleur.